# Gnamptogenys mecotyle
Gnamptogenys mecotyle är en myrart som beskrevs av Brown 1958. Gnamptogenys mecotyle ingår i släktet Gnamptogenys och familjen myror. Inga underarter finns listade i Catalogue of Life.